# Alikvotstämma
Alikvot är en orgelstämma som inte klingar som grundtonen eller en oktav av denna. Vanligast är att alikvoter klingar som udda deltoner till grundtonen, det vill säga som 8⁄3´ (kvint), 8⁄5´ (ters), 8⁄7´ (septima) eller 8⁄9´ (nona). Fottalen uttrycks i regel som blandade bråk, det vill säga 2 2⁄3´, 1 3⁄5´, 1 1⁄7´ och så vidare. Det förekommer också alikvoter som klingar som deltoner till en tänkt 16‘- eller 32‘-stämma. Kvintstämmor, till exempel 2 2⁄3´, avrundas, framförallt på äldre orglar, ofta till 3´.
Exempel:
- Nasat 2 2⁄3´
- Ters 1 3⁄5´
- Septima 1 1⁄7´
- Kvinta 6´
- Quint 12´
- Nasard 1 1⁄3´
- Nona 8⁄9´.

I blandstämmor klingar flera alikvoter samtidigt. En vanlig sådan är sesquialtera II chor, som innehåller 2 2⁄3´ och 1 3⁄5´.